# 高松市立国分寺南部小学校
高松市立国分寺南部小学校（たかまつしりつ こくぶんじなんぶしょうがっこう）は、香川県高松市国分寺町にある公立小学校。

## 概要
高松市西部の郊外地域に位置する。

## 学校データ
- 児童数：785人（2013年度[1]）

学校施設（平成25年5月1日現在）
- 普通教室：28教室
- 特別教室：13教室
- 校舎面積：6533m2
- 体育館面積：1215m2
- プール設置：あり
- 学校給食の型：完全

## 歴史

### 沿革
- 1892年 - 山内小学校創立[2]。
- 1903年 - 山内小学校に農業補習科を併設。
- 1915年 - 山内小学校に高等科を併設。
- 1935年 - 山内小学校に青年学校を併設。
- 1941年 - 山内小学校を山内国民学校と改称。
- 1947年 - 山内国民学校を山内小学校と改称。
- 1955年 - 山内小学校を国分寺町立国分寺南部小学校と改称。
- 1962年 - 新校歌、校章を制定。中学校統合により中学校校舎を新中学校に移転し、その敷地を小学校の運動場として使用する。
- 1966年 - 障害児学級を新設。
- 1992年 - 創立百周年記念誌発刊。同記念式典を行う。
- 2005年 - 市町村合併により、高松市立国分寺南部小学校と改称。

### 全校児童数の推移
国分寺南部小学校の児童数は減少傾向である。
- 2006年度：941人
- 2007年度：945人
- 2008年度：910人
- 2009年度：916人
- 2010年度：903人
- 2011年度：876人
- 2012年度：825人
- 2013年度：785人

## 進学先中学校
- 高松市立国分寺中学校

## 交通
- JR 予讃線 端岡駅から、国分寺町循環バスで南部小学校前下車　徒歩１分

## 通学区域
国分寺町柏原、国分寺町新名、国分寺町福家甲、国分寺町福家乙。旧山内村の村域と一致する。